# ظرو أنيق

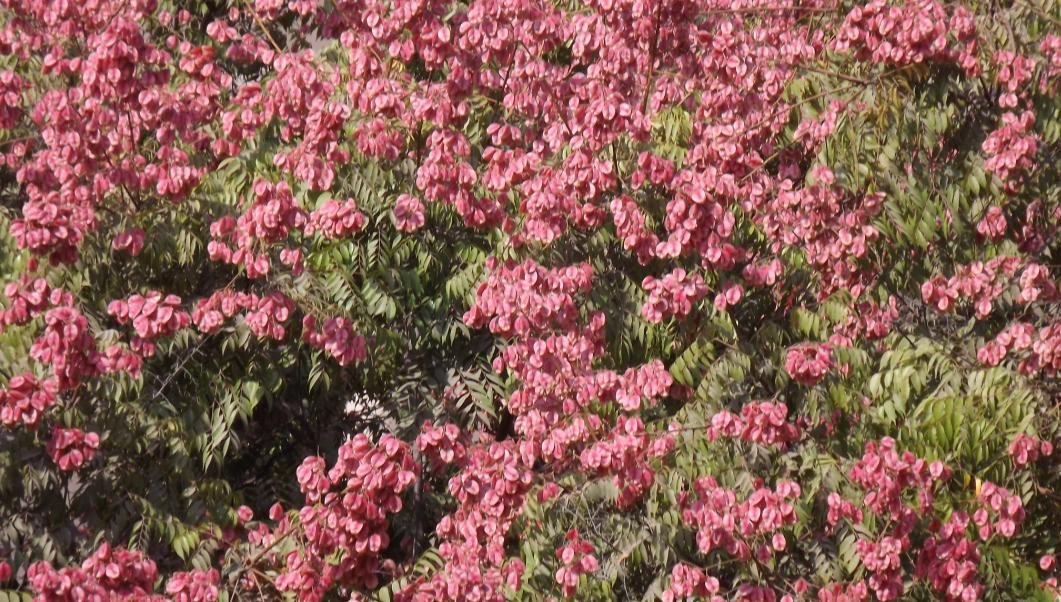
ظرو أنيق (القاهرة)

ظرو أنيق (الاسم العلمي: koelreuteria elegans)، هو نبات ينتمي إلى صابونية (فصيلة: Sapindaceae).